# Campfire Cooking
Campfire Cooking — это инди-игра и головоломка, выход которой состоялся 18 октября 2017 года на персональные компьютеры Windows и мобильные устройства iOS. В данной игре, место костра представлено условно сеткой, где игрок должен перемещать зефирки на шампурах и рассчитать перемещение таким образом, чтобы они прожарились с двух сторон.
Созданием игры занимался независимый разработчик Лейтон Хоукс. Изначально он работал над игрой-головоломкой, где требовалось взламывать замок, однако идея в итоге связать тему с жаркой на костре пришла случайно. Разработчик понял, что данная тема выглядит в итоге привлекательнее для игроков.
Campfire Cooking получила положительные оценки со стороны игровых критиков. Средняя оценка по версии агрегатора Metacritic составила 84 балла из 100 возможных. Критики похвалили игру за её простую концепцию и расслабляющую атмосферу, под которой однако скрывается продвинутая и умеренно сложная стратегическая головоломка.

## Игровой процесс
Игра представляет собой головоломку, где группа людей на отпуске, жарят на костре жевательные зефирки. Сам данный процесс представлен головоломкой, где место для костра представлено сеткой. Игрок должен перемещать один или два шампура с зефирками по сетке налево/направо, или же вперёд/назад. На одной из ячеек располагается сам костёр, если поместить туда зефирку, то одна из её сторон окажется прожаренной. Однако перемещая шампур, зефирка поворачивается на противоположную сторону. Таким образом игрок должен поместить ещё раз на костёр непрожаренную сторону зефирки, в этом случае уровень считается пройденным. На уровне также может быть несколько шампуров, или же две или три нанизанные на них зефирки. Если не уровне имеется несколько шампуров, что с помощью одной палки можно толкнуть на другую сетку вторую палку, тогда её зефирки останутся неперевёрнутыми. Тем не менее шампуры могут и преграждать путь друг к другу. Если игрок поместит прожаренную сторону ещё раз на огонь, то зефирка обуглится и уровень будет провален, с необходимостью перезапускать его. На сетке также располагаются угли, которые ограничивают ход игрока.
По мере прохождения, игра вводит новые механики, усложняющие прохождения игры, например деревянные палки можно поворачивать в четырёх направлениях, если ничто не преграждает им путь, при этом позиция зефирки остаются на той же ячейке. Также в игру вводятся кастрюли в овощами, которые требуется толкать с помощью шампура, чтобы поставить кастрюлю на огонь, или же перемещать с помощью магнита, прикреплённого к шампуру. Позже, вводятся ячейки с «грильницами», огонь в которых надо зажечь, нажав палкой на красную кнопку, а также чаши для тушения огня, которые как и будут мешать добраться до костра, так и будут помогать избавляться от мешающих костров. Все уровни в игре условно поделены на 8 глав, где команда, жарящая зефирки отправляется на разные места отдыха, будь то лес, пляж или заснеженная долина. Каждая глава вводит поэтапно новую механику.

## Разработка и выход
Созданием игры занимался независимый австралийский разработчик Лейтон Хоукс, который придерживался идеи того, что игра должна быть причудливой, отточенной и хорошо продуманной. Её внешний вид должен быть неотразимым и запоминающимся. Тем не менее крайне трудно добиться такой цели, если речь идёт о разработке игры одни человеком. Раннее Лейтон занимался созданием пользовательских модов к Unreal Tournament и The Elder Scrolls, а позже начал работать в качестве дизайнера уровней в компании Halfbrick.
Идея создать игру Campfire Cooking возникла во время работы над прототипом другой игры, тогда Лейтон хотел создать игру-головоломку, связанную со взломом замков, где игрок должен был перемещать и вращать отмычки по сетке, чтобы расположить в правильном положении все перекидные переключатели и в итоге завершить уровень. Когда Лейтон накидывал на бумагу эскизы отмычек, они были похожи на зефир, именно в этот момент Лейтону пришла идея связать тему игры с жаркой на костре. Разработчик взял уже готовую механику игры про взлом замков и быстро адаптировал её для новой темы.
Перемещение и вращение штифтов в штифтовом замке превратилось в перемещение зефиров на шампурах. Данное решение разработчик также принял, указав на то, что когда вместо замысловатых механизмов, игрок видит знакомые образы, то игра становится в его глазах привлекательнее. В итоге прототип игры, разработчик создал за одну неделю, затем, Лейтон оттачивал игровой процесс и работал над новыми механиками, в то же время периодически спрашивая мнения у бывших коллег из Halfbrick, которые со слов разработчика достаточно честно указывали на недостатки игры. В частности, в ранней версии, окружающее пространство было представлено тьмой и Campfire Cooking со слов Лейтона была похожа на «игру ужасов про жарку зефира».
Работая над игровой механикой, Лейтон хотел, чтобы игра поощряла в игроке креативность и идти на эксперименты, поэтому в игре исключены подсчёты ходов или прочие произвольные ограничения. Разработчик экспериментировал со множеством прототипных уровней, но оставил в итоге лучшие из них.
Выход игры состоялся на мобильные устройства iOS 18 октября 2017 года и на персональные компьютеры. После выхода игры, она стала причиной небольшого резонанса на игровых форумах.

## Восприятие
| Сводный рейтинг    | Сводный рейтинг |
| Агрегатор          | Оценка          |
| ------------------ | --------------- |
| Metacritic         | 84/100          |
| Иноязычные издания |                 |
| Издание            | Оценка          |
| AppAdvice          | 9,6/10          |
| Pocket Gamer UK    | [ 5 ]           |
| Gamezebo           | [ 6 ]           |
| Destructoid        | 80 %            |

Campfire Cooking получила положительные оценки со стороны игровых критиков. Средняя оценка по версии агрегатора Metacritic составила 84 балла из 100 возможных.
Критик сайта Appadvice назвал Campfire Cooking восхитительной головоломкой о приготовлении блюд на открытом огне с потрясающе красивой графикой, своего рода мультипликационной эстетикой: «еда выглядит простой, но аппетитной, а костры выглядят успокаивающе». Сами анимации в игре плавные (iPhone 8 Plus), а игру также украшает приятный саундтрек. Даже несмотря на то, что игра является головоломкой с уровнями, критик заметил, что на протяжении прохождения, игрок будет слышать диалоги, шутки, и прочие звуки на заднем плане, придающие игре даже элементы повествования. Само управление в игре простое и понятное, да и сама идея создать головоломку, связанную с идеей гриля на природе критик назвал гениальным решением. Несмотря на кране простую концепцию, сами головоломки со временем становятся на столько хитрыми, что игроку приведётся напрягать свою голову. Критик также признался, что не все игроки окажутся в состоянии решить головоломки.
Критик сайта Pocket Gamer заметил, что Campfire Cooking удаётся удерживать внимание игрока, но также вызывать у него чувство голода. Хотя на первый взгляд, игра может показаться крайне простой, под данным визуальным стилем прячется глубокая стратегическая головоломка, которая заставит игрока долго задерживаться на каждом уровне и выяснять её схему прохождения. Хотя по мнению критика головоломки не на столько сложны, чтобы заставлять игрока швырять устройство через всю комнату, но достаточно сложны, чтобы игрок мог чувствовать в полной мере удовлетворение после их решения. Критик также оценил звуковые эффекты, заметив, что ему было приятно слышать треск огня и шипение от варки продуктов. В целом критик подытожил, что приготовление пищи на костре не только визуально поразительно, но и дарит расслабляющий опыт, очаровывает и предлагает множество разнообразных головоломок, чтобы наслаждаться ими.
Представитель сайта Gamezebo заметил, что игра не подойдёт тем, что ищет жестокую головоломку с неустанной погоней за рекордами. Вместо этого она идеально подойдёт тем, кто любит наслаждаться мягким, созерцательным процессом решения головоломок с возможностью постоянного улучшения. Критик сайта Destructoid считает, что Campfire Cooking идеально подойдёт для тех, что хочет отдохнуть от напряженного дня. Рецензент назвал игру причудливой и умной головоломкой с невероятно простой концепцией и идеальной для игры на планшете.